# ハインリヒ・シュトルム
ハインリヒ・シュトルム(ドイツ語: Heinrich Sturm、1920年6月12日 - 1944年12月22日)は、ドイツの軍人。最終階級は空軍大尉。第二次世界大戦では158機を撃墜したエース・パイロットであり、その功績から騎士鉄十字章を受章した。

## 経歴
1941年の夏、シュトルムは第52戦闘航空団(JG52)第6飛行中隊に軍曹として入隊した。彼は1941年の終わりまでに3機の撃墜を記録している。
その後しばらくは空軍士官学校の教官を務めたが、1942年11月にJG52第II飛行隊へ再配属された。12月17日までにさらに6機の撃墜を記録し、1943年1月1日に少尉へと昇進した。その後戦果を着々と上げ、4月15日には合計20機撃墜を記録、4月20日にはさらに5機を撃墜し、6月30日には40機撃墜、11月30日までで合計75機の撃墜を上げた。
1943年9月1日から、シュトルムは第4飛行中隊のなかで最も戦果を上げた人物となった。1944年3月23日には総撃墜数が100機を超え、3月26日にその戦功から騎士鉄十字章受章に至った。しかし4月16日、クリミア半島の離着陸場で彼は爆弾の破片により重傷を負ってしまった。
1944年8月にJG52に復帰したシュトルムは、第5飛行中隊中隊長に就任した。その時点で彼の総撃墜数は111機に上っている。12月22日、彼は2機を撃墜したが、それが彼にとっての最期の記録であった。その日、ハンガリー王国フェイェール県セーケシュフェヘールヴァールに降り立った彼は、その後乗車したトラックの事故で死亡した。

## 叙勲
- 鉄十字章
  - 二級鉄十字勲章1939年章
  - 一級鉄十字勲章1939年章
- 空軍名誉杯 (1943年7月26日)[2]
- ドイツ十字章
  - ドイツ十字章金章 (1943年7月23日)[3]
- 騎士鉄十字章
  - 騎士鉄十字章 (1944年3月26日)[4]